# Стокгольмська пожежа (1751)
59°19′50″ пн. ш. 18°03′34″ сх. д. / 59.3305° пн. ш. 18.059527777778° сх. д.

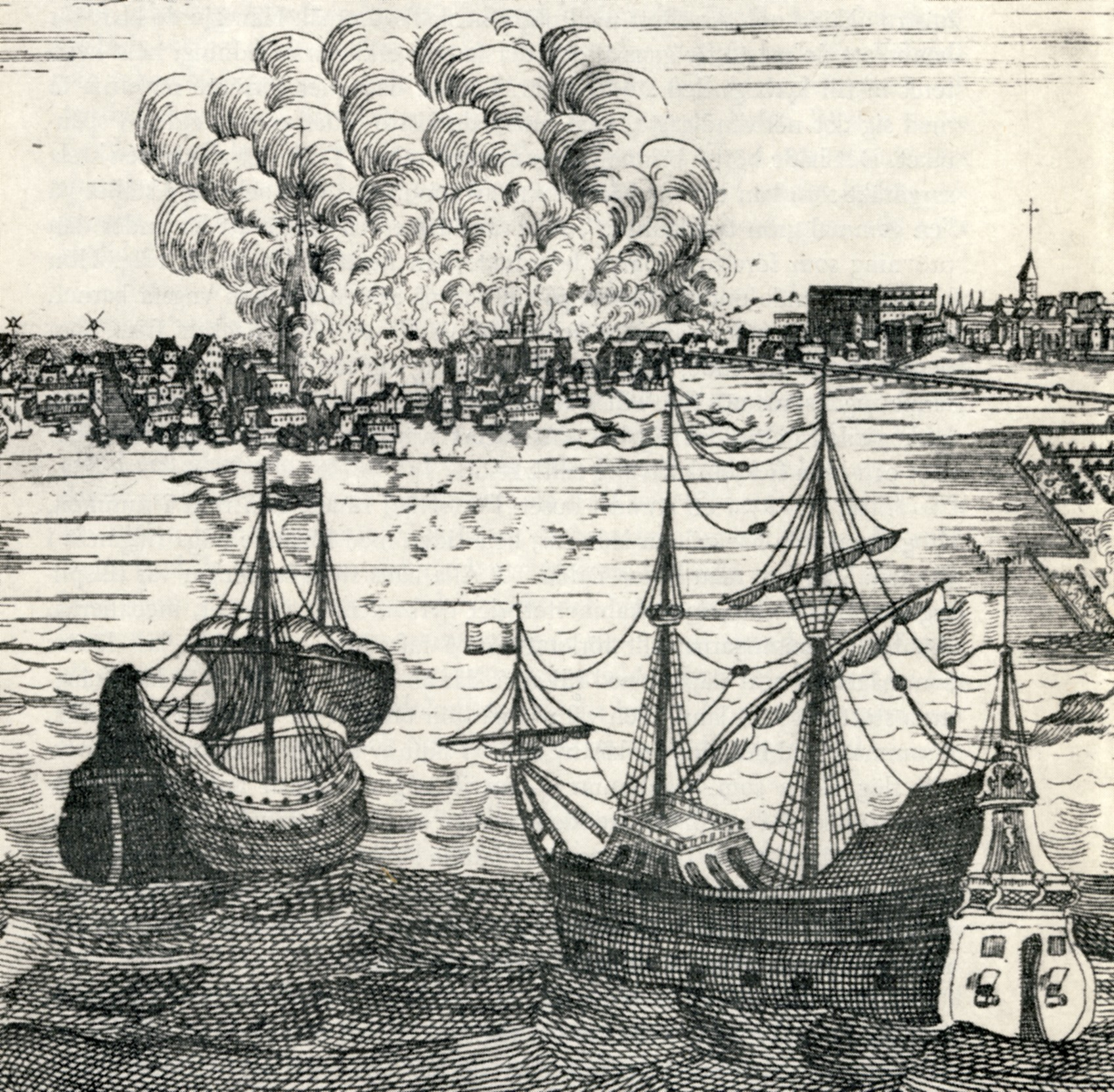
Гравюра, що зображає пожежу, що спостерігається з боку Седермальма.

Стокгольмська пожежа 1751 року — велика пожежа, що почалася 8 червня 1751 року в красильні Blå Handen (швед.. Блакитна Рука) у провулку Майстра Самуеля (сьогодні — вулиця з тією ж назвою, Mästar Samuelsgatan), приблизно на місці сьогоднішнього розташування універсального магазину Åhlens City в Стокгольмі. Шведська назва пожежі — Klarabranden — походить від назви району навколо церкви святої Клари.
Пожежа обернулася катастрофою, що знищила більшу частину тогочасної забудови Норрмальма. 221 двір згорів повністю, а сама церква св. Клари отримала серйозні пошкодження. Пожежа поширилася аж до Седермальма і вважається однією із найжорстокіших пожеж, які коли-небудь вирували в Стокгольмі. Дата початку пожежі припадає на 19 червня за новим стилем, введеному у Швеції в 1753 році.

## Хронологія пожежі
Ще за кілька днів до виникнення пожежі, у Стокгольмі встановилася штормова погода, яка разбивала причали і човни, або відносила їх у море. Великі вітрильні судна, пришвартовані біля набережної Шеппсбрун (Skeppsbron) Старого Міста (тоді іменувалося просто Містом), не могли відійти від причалу.
Спочатку точне місце виникнення пожежі було нез'ясованим, проте достеменно відомо, що першим вогонь почав поширюватися по кварталах на захід від вулиці Дроттнінггатан, що тягнеться від північного кінця Старого міста на північ. Згодом було встановлено, що загоряння виникло в майстерні фарбаря Йона Мауріца Енгервіллера під назвою Блакитна Рука. Вона перебувала на сьогоднішньому місці розташування універмагу Åhléns City. Незабаром після полудня в суботу, 8 червня 1751 року, дзвони церков почали дзвонити, передаючи сигнал «пожежа в місті». На вершині хребта Брункенберг, який здіймався тоді над Норрмальм, і над островом Шеппсхольмен були підняті прапори, що сповіщало про небезпеку. За традицією, король особисто повинен був очолити операцію по боротьбі з пожежею. Новоспечений король Адольф Фредрік активно брав участь в роботі по гасінню пожежі.
Пожежа надзвичайно швидко поширювалась на захід і південний захід, у напрямку поривів штормового вітру, і незабаром виник повний хаос. Задіяні в гасінні городяни не могли зупинити поширення пожежі за напрямом вітру. Єдине, що залишалося робити — намагатися запобігти його поширення в сторони від коридору загоряння. У розпорядженні пожежників було лише кілька шлангів, тому гасіння здійснювалося в основному ручними обприскувачами (примітивними прототипами більш пізніх вогнегасників), і за допомогою відер, воду в яких до палаючих будинків люди доставляли з Риддарф'ярдена (бухти озера Меларен) вишикувавшись у «живі ланцюги».
Через деякий час загорілася церква св. Клари, вежа якої горіла з інтенсивністю запаленого смолоскипа, трохи згодом впавши разом зі склепінням основного залу будови. Дзвонарю церкви Петтеру Тидеману вдалося врятувати частину церковного срібла. Жар був настільки великий, що кам'яні могильні плити всередині церкви тріскалися і провалювалися в могили. Церковні дзвони розплавились і були пізніше знайдені у вигляді брил руди під руїнами. Частина мідних листів, що складали покрівлю церкви, розплавилися, відривалися поривами вітру від даху будівлі і неслися по ту сторону Риддарф'ярдена в бік Седермальма, де вони поширювали іскри по всій окрузі і підпалювали будівлі у височині Шиннарвіксбергет. Після цього пожежа перекинулася через Хурншгатан на Зінкенсдамм і двори біля Хурнскрукен в західній частині Седермальма.
Весь район навколо церкви св. Клари був охоплений вогнем і в очевидців складалося враження, що горіло навіть повітря високо над пожежею. Незабаром пожежа перейшла у вогненний смерч, який можна порівняти з тими, які виникали в результаті бомбардувань німецьких міст під час Другої світової війни.
З настанням вечора, величезна частина парафії св. Клари від Дроттніггатана аж до озера св. Клари знаходилися в руїнах. Берегова лінія озера Клара перебувала в той час на схід від сьогоднішньої, в бік вулиці Васагатан. Кілька разів пожежа розгоралась знову, зважаючи на тривалий шторм. Не раніше ніж в три години ночі з суботи на неділю вдалося локалізувати пожежу. Населення було в паніці; ходили чутки про те, що пожежа була влаштована навмисно.

## Наслідки

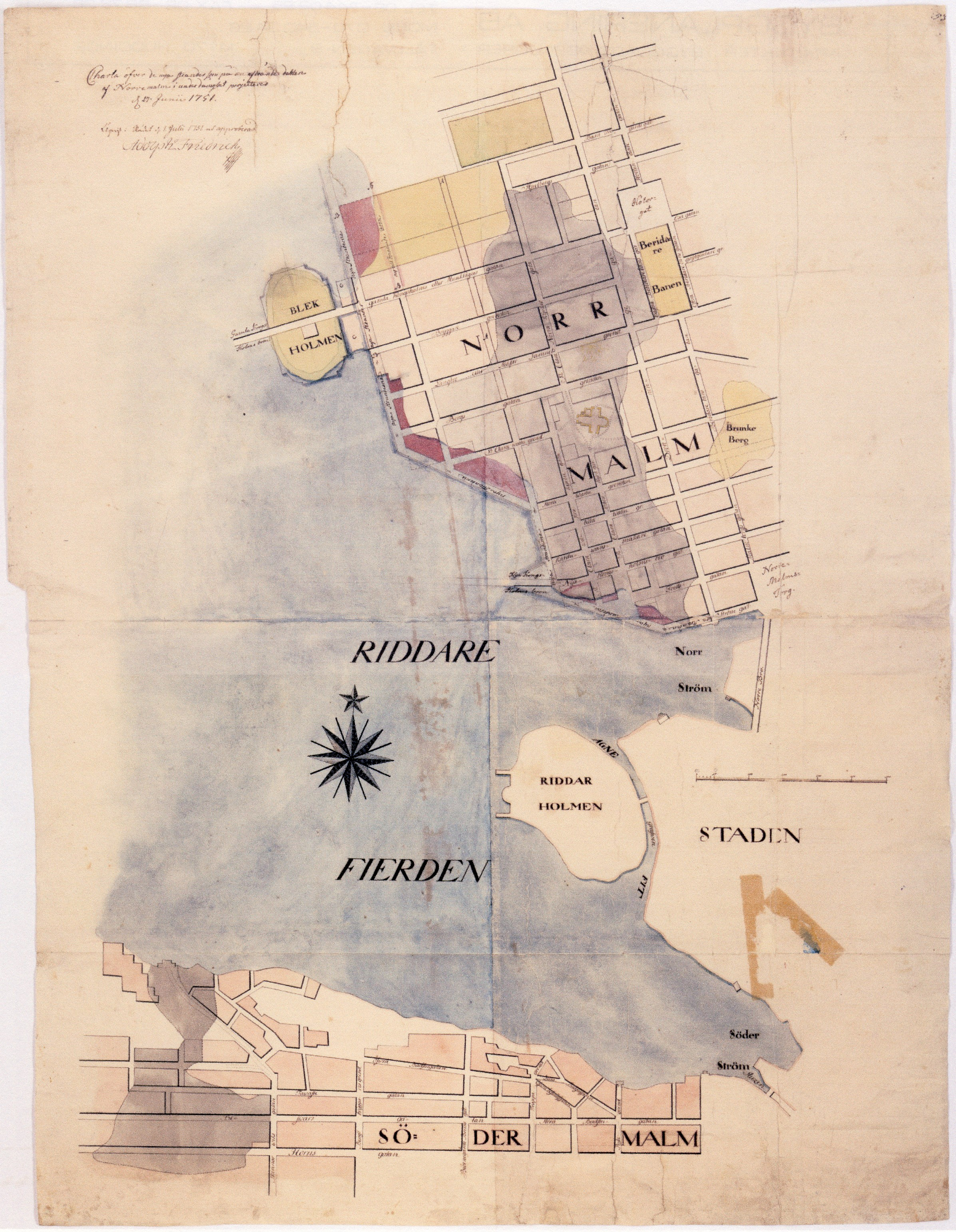
Карта 1751 року, на якій темним кольором відзначені квартали, охоплені пожежею.

Заснована в 1746 році страхова компанія Brand — och försäkringscontoiret i Stockholm виплатила 784 000 далерів за страховими зобов'язаннями, однак коштів, щоб відшкодувати всі збитки, не було. Лише частина власників згорілих дворів була застрахована, тому загальна сума збитків від пожежі була набагато вища тієї, на яку розрахувала страхова компанія. У загальній складності згорів 221 двір.
Один з серйозно постраждалих був учений-гірник і мінералог Даніель Тілас. Його двір був розташований поруч із берегом озера Клара, приблизно за місцем розташування сьогоднішньої будівлі концерну Esselte. Він став очевидцем пожежі, його двір також згорів дотла. У вогні загинуло не тільки житло, але і весь матеріал, який він збирав у ході двадцятирічної роботи, і яка повинна була увійти в історію шведської і загальної мінералогії. Справа його життя була знищена вогнем, і біль від цієї втрати переслідувала Тіласа все життя.

## Розслідування
У верхах влади також були підозри про підпал. Ходили чутки про плановані пожежі, і фінансуванні ворожими силами замахів на життя нового короля (Адольфа Фредріка). Було оголошено винагороду у 2000 дукатів за інформацію, здатну привести до розкриття передбачуваного злочину. Це призвело до масових доносів і наступної за ними хвилею арештів. Однак через деякий час затримані, один за другим, випускалися на свободу. У підсумку в ув'язненні залишилися лише двоє підозрюваних, підмайстри-пекарі Фредрік Седерхамн і Крістофер Роланд. Згідно з обвинуваченням, вони увійшли в змову, щоб спалити Стокгольм. На суді вони звинувачували один одного. Суд виніс обвинувальний вирок, засудивши Седерхамна до 24 ударів батогом і довічним штрафним робіт у Карлстенській фортеці, а Роланда — до 8 днів у в'язниці на хлібі і воді.
Тим часом, однак, Адміністративний суд північного передмістя (Norra förstadens kammarrätt) встиг засудити іншу людину через необережне поводження з вогнем, яке послужило причиною пожежі. Цією людиною був підмайстер Гольдкуль з красильні Блакитна Рука. Його засудили до виплати по 2 срібної монети кожному з власників 221-го згорілого двору, 100 далерів на відновлення церкви св. Клари, а також 100 далерів «штрафу» за чоловіка, який згорів під час пожежі. У разі, якщо він виявлявся не в змозі заплатити, покарання замінялося на 28 днів ув'язнення в тюрмі на хлібі і воді.